# Love, Death & Robots
A Love, Death & Robots (stilizálva: LOVE DEATH + ROBOTS, szimbolizálva: ❤️☠️🤖) egy 2019-ben indult amerikai felnőtt animációs sci-fi antológiai sorozat a Netflixen. A sorozat 18 epizódos első évadja 2019. március 15-én jelent meg. A sorozatot Joshua Donen, David Fincher, Jennifer Miller és Tim Miller készítette. Mindegyik epizódot különféle országok különféle animátor csapatai készítették.
A sorozat szereplői Mary Elizabeth Winstead, Gary Cole, Chris Parnell, Omid Abtahi, John DiMaggio, Christine Adams, Josh Brener, Jill Talley, Hakeem Kae-Kazim, Nolan North, Elaine Tan, Aaron Himelstein, Samira Wiley, Stefan Kapičić és Topher Grace. Grace és Winstead élő szereplőként jelennek meg, nem pedig animációként.
2019 júniusában a Netflix bejelentette, hogy a sorozat megújul egy 8 epizódos második évadra, amely 2021. május 14-én jelent meg, ezt követte a kilenc epizódos harmadik évad 2022. május 20-án. A negyedik évad 2025. május 15-én került bemutatásra, amely tíz epizódot tartalmaz.  
Magyarországon a sorozat első évadja premierkor magyar felirattal jelent meg, majd 2019. szeptember 28-án magyar szinkronnal.

## Szereplők

### 1. évad
| Szereplő                                   | Eredeti hang             | Magyar hang                           |
| A Sas-hasadék epizód                       | A Sas-hasadék epizód     | A Sas-hasadék epizód                  |
| ------------------------------------------ | ------------------------ | ------------------------------------- |
| Greta                                      | Madeleine Knight         | Németh Borbála                        |
| Thom                                       | Henry Douthwaite         | Zámbori Soma                          |
| Ray                                        | Delroy Brown             | Bognár Tamás                          |
| Suzy                                       | Rebecca Banatvala        | Nemes Takách Kata                     |
| A titkos háború epizód                     |                          |                                       |
| Zakharov                                   | Győri Péter              | Pál András                            |
| Kravchenko                                 | Bruce Thomas             | Makranczi Zalán                       |
| Kaminsky                                   | Bruce Thomas             | Varga Rókus                           |
| Okhchen                                    | Antonio Alvarez          | Fekete Zoltán                         |
| Pogodin                                    | Victor Brandt            | Törköly Levente                       |
| Malenchenko                                | Jeff Berg                | Szabó Andor                           |
| Maxim                                      | TBA                      | Fehérváry Márton                      |
| Sonnie előnye epizód                       |                          |                                       |
| Sonnie                                     | Helen Sadler             | Bogdányi Titanilla                    |
| Dicko                                      | Time Winters             | Epres Attila                          |
| Ivrina                                     | Christine Adams          | Köves Dóra                            |
| Jennifer                                   | Hayley McLaughlin        | Sipos Eszter Anna                     |
| Wes                                        | Omid Abtahi              | Szrna Krisztián                       |
| Ref                                        | TBA                      | Faragó András                         |
| A lélekszívó epizód                        |                          |                                       |
| Dr. Wehunt                                 | Michael Benyaer          | Gardi Tamás                           |
| Flynn                                      | Fred Tatasciore          | Galambos Péter                        |
| Gary                                       | Laura Waddell            | Illésy Éva                            |
| Micky                                      | Jonathan Cahill          | Petridisz Hrisztosz                   |
| Simon                                      | Scott Whyte              | Bogdán Gergő                          |
| Három robot epizód                         |                          |                                       |
| K-VRC                                      | Josh Brener              | Kovács Lehel                          |
| XBOT-4000                                  | Gary Anthony Williams    | Kálid Artúr                           |
| macsek                                     | Chris Parnell            | Barbinek Péter                        |
| 11-45-G                                    | TBA                      | Menszátor Magdolna                    |
| Jégkorszak epizód                          |                          |                                       |
| Gail                                       | Mary Elizabeth Winstead  | Molnár Ilona                          |
| Rob                                        | Topher Grace             | Molnár Levente                        |
| A szemtanú epizód                          |                          |                                       |
| A nő                                       | Emily O'Brien            | Csifó Dorina                          |
| A férfi                                    | Ben Sullivan             | Fehér Tibor                           |
| Páncélos védelem epizód                    |                          |                                       |
| Hank                                       | Neil Kaplan              | Schneider Zoltán                      |
| Beth                                       | G.K. Bowes               | Dobó Enikő                            |
| Helen                                      | Courtenay Taylor         | Kis-Kovács Luca                       |
| Jake                                       | Scott Whyte              | Elek Ferenc                           |
| Mel                                        | Tudi Roche               | Réti Szilvia                          |
| Amikor a joghurt átvette a hatalmat epizód |                          |                                       |
| narrátor                                   | Maurice LaMarche         | Németh Gábor                          |
| kutató                                     | TBA                      | Illésy Éva                            |
| elnök                                      | TBA                      | Seszták Szabolcs                      |
| joghurt                                    | TBA                      | Rádai Boglárka Sági Tímea Orbán Gábor |
| Jó vadászatot! epizód                      |                          |                                       |
| Liang                                      | Matthew Yang King        | Csőre Gábor                           |
| Renshu                                     | Matthew Yang King        | Dézsy Szabó Gábor                     |
| Yan                                        | Elaine Tan               | Bognár Gyöngyvér                      |
| Tsiao-Jung                                 | Gwendoline Yeo           | Erdős Borcsa                          |
| fiatal Liang                               | Maddox Henry             | Pál Dániel Máté                       |
| A szeméttelep epizód                       |                          |                                       |
| rusnya Dave                                | Nolan North              | Szersén Gyula                         |
| felügyelő                                  | Gary Cole                | Rosta Sándor                          |
| Pearly                                     | André Sogliuzzo          | Barabás Kiss Zoltán                   |
| Alakváltók epizód                          |                          |                                       |
| Decker                                     | Graham Hamilton          | Szabó Máté                            |
| Sobieski                                   | Adam Bartley             | Baráth István                         |
| Reyner őrnagy                              | James Horan              | Papucsek Vilmos                       |
| főtörzsőrmester                            | Jim Pirri                | Maday Gábor                           |
| szakaszvezető                              | Ike Amadi                | Varga Gábor                           |
| Egy segítő kéz epizód                      |                          |                                       |
| Alexandria                                 | Elly Condron             | Solecki Janka                         |
| Bill                                       | Christopher L. Parson    | Varga Rókus                           |
| Halott halak szelleme epizód               |                          |                                       |
| idős férfi                                 | Kirk Thornton            | Barbinek Péter                        |
| Fiatal férfi                               | Yuri Lowenthal           | Szatory Dávid                         |
| Szerencsés Tizenhármas epizód              |                          |                                       |
| A. Colby hadnagy                           | Samira Wiley             | Pap Katalin                           |
| Graham                                     | Nestor Serrano           | Papucsek Vilmos                       |
| Lee                                        | Daisuke Tsuji            | Kisfalusi Lehel                       |
| Howard                                     | Stanton Lee              | Molnár Kristóf                        |
| Pettibon                                   | Noshir Dalal             | Orbán Gábor                           |
| Nelson                                     | TBA                      | Markovics Tamás                       |
| Zima kék epizód                            |                          |                                       |
| Clarie                                     | Emma Thornett            | Pikali Gerda                          |
| Zima                                       | Kevin Michael Richardson | Varga Rókus                           |
| Vakfolt epizód                             |                          |                                       |
| Sui                                        | Carlos Alazraqui         | Hám Bertalan                          |
| Bob                                        | Chris Cox                | Hamvas Dániel                         |
| Rookie                                     | Aaron Himelstein         | Czető Roland                          |
| Hawk                                       | Brian Bloom              | Moser Károly                          |
| Kali                                       | Jill Talley              | Zakariás Éva                          |
| Multivariáns epizód                        |                          |                                       |
| narrátor                                   | Rebecca Riedy            | Bertalan Ágnes                        |

### 2. évad
| Szereplő                            | Eredeti hang          | Magyar hang         |
| ----------------------------------- | --------------------- | ------------------- |
| Automatizált ügyfélszolgálat epizód |                       |                     |
| Jeanette                            | Nancy Linari          | Egri Márta          |
| Ügyfélszolgálat                     | Ben Giroux            | Széles Tamás        |
| Bill                                | Brian Keane           | Kajtár Róbert       |
| Jég epizód                          |                       |                     |
| Sedgwick                            | Archie Madekwe        | Szatory Dávid       |
| Fletcher                            | Sebastian Croft       | Előd Álmos          |
| Oxo                                 | Miguel Amorim         | Borbíró András      |
| Brume                               | Alexander Lobo Moreno | Pál András          |
| Logan                               | Beatriz Godinho       | Pálmai Anna         |
| Anya                                | Maria Teresa Creasey  | Bognár Gyöngyvér    |
| Apa                                 | Mike Bodie            | Láng Balázs         |
| Élettelen szemek epizód             |                       |                     |
| Briggs                              | Nolan North           | Stohl András        |
| Alice                               | Élodie Yung           | Nádasi Veronika     |
| Maria                               | Debra Cardona         | Farkasinszky Edit   |
| Pentle                              | Michelle C. Bonilla   | Nemes Takách Kata   |
| Mantus                              | Ike Amadi             | Kisfalusi Lehel     |
| Snow a sivatagban epizód            |                       |                     |
| Snow                                | Peter Franzén         | László Zsolt        |
| Hirald                              | Zita Hanrot           | Dobó Enikő          |
| Egan                                | Jonnie Hurn           | Hirtling István     |
| Jharit                              | Piotr Michael         | Bognár Tamás        |
| Baris                               | Jonnie Hurn           | Kárpáti Levente     |
| Trot                                | Scott Whyte           | Varga Rókus         |
| Jharilla                            | Julie Nathanson       | Hám-Kereki Anna     |
| Meck                                | Julie Nathanson       | Németh Borbála      |
| A magas fű epizód                   |                       |                     |
| Laird                               | Joe Dempsie           | Fesztbaum Béla      |
| Kalauz                              | Steven Pacey          | Kajtár Róbert       |
| Az egész házban epizód              |                       |                     |
| Lea                                 | Divi Mittal           | Hegedűs Johanna     |
| Billy                               | Sami Amber            | Kovács András Bátor |
| Szörny                              | Fred Tatasciore       | Varga Rókus         |
| Üzemzavar epizód                    |                       |                     |
| Terence                             | Michael B. Jordan     | Ember Márk          |
| AI                                  | Michelle C. Bonilla   | Bertalan Ágnes      |
| A megfulladt óriás epizód           |                       |                     |
| Steven                              | Steven Pacey          | Sztarenki Pál       |
| Nő                                  | Laura Pacey           | Kiss Erika          |
| Férfi                               | Nick Boraine          | Bolla Róbert        |

### 3. évad
| Szereplő                                | Eredeti hang                 | Magyar hang            |
| --------------------------------------- | ---------------------------- | ---------------------- |
| Három robot: Túlélési stratégiák epizód |                              |                        |
| K-VRC                                   | Josh Brener                  | Kovács Lehel           |
| XBOT 4000                               | Gary Anthony Williams        | Kálid Artúr            |
| 11-45-G                                 |                              | Menszátor Magdolna     |
| macsek                                  | Chris Parnell                | Barbinek Péter         |
| Elena                                   | Katie Lowes                  | Hám-Kereki Anna        |
| Kellemetlen utazás epizód               |                              |                        |
| Torrin                                  | Troy Baker                   | Rába Roland            |
| Turk                                    | Kevin JacksonFred Tatasciore | Papucsek Vilmos        |
| Calis                                   | Anthony Mark Barrow          | Varga Gábor            |
| Cert                                    | Max Fowler                   | Tóth Barnabás          |
| Maril                                   | Chantelle Barry              | Németh Kriszta         |
| Melis                                   | Anthony Mark Barrow          | Bognár Tamás           |
| Jorvan                                  | James Preston Rogers         | Varga Rókus            |
| Chantre                                 | Élodie Yung                  | Sági Tímea             |
| Deacon                                  | Time Winters                 | Petridisz Hrisztosz    |
| Paln                                    | Nikolai Nikolaeff            | Karácsonyi Zoltán      |
| Suparin                                 | Parry Shen                   | Kisfalusi Lehel        |
| A gép lüktetése epizód                  |                              |                        |
| Martha Kivelson                         | Mackenzie Davis              | Peller Mariann         |
| Juliet Burton                           | Holly Jade                   | Kis-Kovács Luca        |
| Hang                                    | David Shatraw                | Czető Roland           |
| A mini holtak éjszakája epizód          |                              |                        |
| Autumn                                  |                              | Mentes Júlia           |
| Steve                                   |                              | Markovics Tamás        |
| Abella                                  |                              | Sipos Eszter Anna      |
| Elnök                                   |                              | Bácskai János          |
| Öljetek epizód                          |                              |                        |
| Morris                                  | Joel McHale                  | Zöld Csaba             |
| Folen                                   | Seth Green                   | Welker Gábor           |
| Nielsen                                 | Gabriel Luna                 | Schneider Zoltán       |
| Coutts                                  | Steve Blum                   | Barabás Kiss Zoltán    |
| Macy                                    | Steve Blum                   | Szabó Győző            |
| Erwin                                   | Andrew Kishino               | Molnár Kristóf         |
| A raj epizód                            |                              |                        |
| Simon Afriel                            | Jason George                 | Fehér Tibor            |
| Dr. Galina Mirny                        | Rosario Dawson               | Pikali Gerda           |
| Mason patkányai epizód                  |                              |                        |
| Mason                                   | Craig Ferguson               | Scherer Péter          |
| Nigel                                   | Dan Stevens                  | Csőre Gábor            |
| Technikus                               | Dan Stevens                  | Kis Horváth Zoltán     |
| A föld gyomrában epizód                 |                              |                        |
| Coulthard őrmester                      | Joe Manganiello              | Fekete Ernő            |
| Kate Harper                             | Christian Serratos           | Mentes Júlia           |
| Spencer                                 | Jai Courtney                 | Bozsó Péter            |
| Dilman                                  | Stanton Lee                  | Kádár-Szabó Bence      |
| Beaumont                                | Noshir Dalal                 | Horváth-Töreki Gergely |
| Gladstone                               | Jeff Schine                  | Szrna Krisztián        |
| Jibaro epeizód                          |                              |                        |
| Jibaro                                  | Girvan 'Swirv' Bramble       | Nem szólal meg         |

### Magyar változat
- Magyar szöveg: Blahut Viktor
- Hangmérnök: Erdélyi Imre (1. évad), Salgai Róbert (2. évad)
- Vágó: Kránitz Bence
- Gyártásvezető: Derzsi Kovács Éva, Németh Piroska, Bogdán Anikó (2. évad)
- Szinkronrendező: Molnár Ilona
- Produkciós vezető: Haramia Judit

A szinkront az SDI Media Hungary készítette.

## Epizódok

### 1. évad (2019)
| Sor. | Év. | Cím                                                             | Rendező                                                     | Premier                                |
| ---- | --- | --------------------------------------------------------------- | ----------------------------------------------------------- | -------------------------------------- |
| 1.   | 1.  | Sonnie előnye (Sonnie's Edge)                                   | Dave Wilson                                                 | 2019. március 15. 2019. szeptember 28. |
| 2.   | 2.  | Három robot (Three Robots)                                      | Victor Maldonado és Alfredo Torres                          | 2019. március 15. 2019. szeptember 28. |
| 3.   | 3.  | A szemtanú (The Witness)                                        | Alberto Mielgo                                              | 2019. március 15. 2019. szeptember 28. |
| 4.   | 4.  | Páncélos védelem (Suits)                                        | Franck Balson                                               | 2019. március 15. 2019. szeptember 28. |
| 5.   | 5.  | A lélekszívó (Sucker of Souls)                                  | Owen Sullivan                                               | 2019. március 15. 2019. szeptember 28. |
| 6.   | 6.  | Amikor a joghurt átvette a hatalmat (When the Yogurt Took Over) | Victor Maldonado és Alfredo Torres                          | 2019. március 15. 2019. szeptember 28. |
| 7.   | 7.  | A Sas-hasadék (Beyond the Aquila Rift)                          | Léon Bérelle, Dominique Boidin, Rémi Kozyra és Maxime Luère | 2019. március 15. 2019. szeptember 28. |
| 8.   | 8.  | Jó vadászatot! (Good Hunting)                                   | Oliver Thomas                                               | 2019. március 15. 2019. szeptember 28. |
| 9.   | 9.  | A szeméttelep (The Dump)                                        | Javier Recio Gracia                                         | 2019. március 15. 2019. szeptember 28. |
| 10.  | 10. | Alakváltók (Shape-Shifters)                                     | Gabriele Pennacchioli                                       | 2019. március 15. 2019. szeptember 28. |
| 11.  | 11. | Egy segítő kéz (Helping Hand)                                   | Jon Yeo                                                     | 2019. március 15. 2019. szeptember 28. |
| 12.  | 12. | Halott halak szelleme (Fish Night)                              | Damian Nenow                                                | 2019. március 15. 2019. szeptember 28. |
| 13.  | 13. | Szerencsés Tizenhármas (Lucky 13)                               | Jerome Chen                                                 | 2019. március 15. 2019. szeptember 28. |
| 14.  | 14. | Zima kék (Zima Blue)                                            | Robert Valley                                               | 2019. március 15. 2019. szeptember 28. |
| 15.  | 15. | Vakfolt (Blindspot)                                             | Vitaliy Shushko                                             | 2019. március 15. 2019. szeptember 28. |
| 16.  | 16. | Jégkorszak (Ice Age)                                            | Tim Miller                                                  | 2019. március 15. 2019. szeptember 28. |
| 17.  | 17. | Multivariáns (Alternate Histories)                              | Victor Maldonado és Alfredo Torres                          | 2019. március 15. 2019. szeptember 28. |
| 18.  | 18. | A titkos háború (The Secret War)                                | Zorkóczy István                                             | 2019. március 15. 2019. szeptember 28. |

### 2. évad (2021)
| Sor. | Év. | Cím                                                       | Rendező                                                            | Premier                         |
| ---- | --- | --------------------------------------------------------- | ------------------------------------------------------------------ | ------------------------------- |
| 19.  | 1.  | Automatizált ügyfélszolgálat (Automated Customer Service) | Meat Dept (Kevin Dan Ver Meiren, David Nicolas és Laurent Nicolas) | 2021. május 14. 2021. május 14. |
| 20.  | 2.  | Jég (Ice)                                                 | Robert Valley                                                      | 2021. május 14. 2021. május 14. |
| 21.  | 3.  | Élettelen szemek (Pop Squad)                              | Jennifer Yuh Nelson                                                | 2021. május 14. 2021. május 14. |
| 22.  | 4.  | Snow a sivatagban (Snow in the Desert)                    | Leon Berelle, Dominique Boidin, Remi Kozyra és Maxime Luere        | 2021. május 14. 2021. május 14. |
| 23.  | 5.  | A magas fű (The Tall Grass)                               | Simon Otto                                                         | 2021. május 14. 2021. május 14. |
| 24.  | 6.  | Az egész házban (All Through the House)                   | Elliot Dear                                                        | 2021. május 14. 2021. május 14. |
| 25.  | 7.  | Üzemzavar (Life Hutch)                                    | Alex Beaty                                                         | 2021. május 14. 2021. május 14. |
| 26.  | 8.  | A megfulladt óriás (The Drowned Giant)                    | Tim Miller                                                         | 2021. május 14. 2021. május 14. |